# Gare de Kouvola
La gare de Kouvola (en finnois : Kouvolan rautatieasema) est une gare ferroviaire finlandaise située à Kouvola.

## Situation ferroviaire
Dans les années 2030, la gare de Kouvola serait sur le trajet de l'Itärata.

## Histoire
En 2008, la gare a accueilli  634 000 voyageurs.